# Dragojloviće
Dragojloviće (cyr. Драгојловиће) – wieś w Serbii, w okręgu zlatiborskim, w gminie Sjenica. W 2011 roku liczyła 125 mieszkańców.